# エルムスホルン
エルムスホルン（ドイツ語: Elmshorn、低地ドイツ語: Elmshoorn）は、ドイツのシュレースヴィヒ＝ホルシュタイン州、ピンネベルク郡の町である。ハンブルクから北へ30km、エルベ川の支流であるクリュッカウ川沿いに位置する。人口は約5万人で、シュレースヴィヒ＝ホルシュタイン州で6番目に多い。

## 地理

### 人口
| 年   | 人口（人） |
| ---- | ---------- |
| 1875 | 7,000      |
| 1900 | 13,640     |
| 1939 | 22,000     |
| 1949 | 32,432     |
| 1970 | 41,155     |
| 2002 | 48,000     |
| 2010 | 48,993     |
| 2023 | 53,003     |

## 歴史
1887年、バラで有名なコルデス社がエルムスホルンで創業された。同名の「エルムスホルン」というバラの品種が存在する。

## 経済
食肉加工、ソーセージ製造、マーガリン製造、穀物加工などの食品関連企業がある。

## 姉妹都市
姉妹都市は以下。
- タラスコン（ フランス）

- ヴィッテンベルゲ（ ドイツ）
- スタルガルト（ ポーランド）
- ライシオ（ フィンランド）

## 著名な出身者
- ヨハン・クリストフ・ビエルナッツキ（1795–1840）、作家
- ヨハネス・レームケ（1848-1930）、哲学者
- フリッツ・ヘーガー（1877–1949）、建築家
- ヘルマン・ワイル（1885–1955）、数学者、理論物理学者、論理学者、哲学者
- カール・アウグスト・ラートイェンス（1887–1966）、地理学者
- ハラルド・パウルゼン（1895–1954）、俳優、監督
- ヴァルター・オームゼン（1911–1988）、軍人
- カルステン・フォークト（1941-）、政治家、社会民主党員
- アンデルス・ペーターゼン（1959-）、アーティスト
- ガビー・ティーデマン（1962-）、歌手
- アンカ・フェルドフーゼン（1966-）、外交官
- セーレン・ジーク（1966-）、テノール歌手、作詞家、作曲家、編曲家、風刺作家、コラムニスト、作家
- ミヒャエル・シュティッヒ（1968-）、テニス選手
- ティム・メルツァー（1971-）、料理人
- キアラ・スコラス（1975-）、女優
- ハノ・ベーレンス（1990-）、サッカー選手
- フェリックス・ニーダー（1993-）、モデル、作家